# Vanni Appiani
Vanni Appiani (vers 1365-1397) fill de Jaume I Appiani, fou cavaller el 1394 (armat pel seu pare), condottiero al servei dels Visconti el 1389 i cap de la milícia de Pisa el 1395. Va morir a Pisa el 6 d'octubre de 1397. Es va casar amb Tommasa della Gherardesca (filla de Gabriello della Gherardesca, comte de Montescudaio), com a clàusula del tractat de pau entre els Appiani i els Gherardesci el 1397. Va deixar només un fill natural, Antonio Appiani que el 1405 tenia una concessió de mines de ferro a Elba.